# Ivan Hlaváček (1952)
Ivan Hlaváček (* 30. září 1952 Plzeň) je český podnikatel a mecenáš. Je také znám jako patron plzeňského golfu. Pochází z plzeňské rodiny pivovarníků.

## Život
Ivan Hlaváček představuje pátou generaci pivovarníků – jeho prapradědečkem je František Hlaváček, pradědečkem je František Hlaváček starší, dědem František Hlaváček a otcem Ivo Hlaváček. Jeho bratrem je manažer Jan Hlaváček.
Vystudoval gymnázium v Plzni a fakultu potravinářské a biochemické technologie Vysoké školy chemicko-technologické v Praze. Během studií byl i pomocnou vědeckou silou na Katedře biochemie, kde se úspěšně zúčastnil studentských soutěží. Studium zakončil v roce 1977 obhajobou diplomové práce na téma „Kritické posouzení metodik stanovení alfa- a beta-amylázové aktivity sladu z hlediska jeho pivovarských vlastností“. Po promoci v roce 1977 nastoupil do Plzeňského Prazdroje jako podsládek. V roce 1979 a 1980 přispíval do časopisu Kvasný průmysl.
V roce 1981 emigroval do Spolkové republiky Německo, kde se začal věnovat tenisu. Na sportovní fakultě Mnichovské univerzity (TU München Sportzentrum) absolvoval v roce 1986 státní zkoušky a poté se stal bavorským spolkovým trenérem. Na této sportovní fakultě dál působil jako odborný konzultant. Zasloužil se o vytvoření vrcholového centra tenisu pro mládež (Tennis Leistungszentrum Mittelfranken). Současně s trenérskou dráhou se zúčastňoval vrcholových soutěží. V roce 1989 reprezentoval Bavorsko a v kategorii nad 35 let získal titul Mistra Německa a zároveň se stal mistrem ve Středním Francku (Bezirk Mittelfranken).

### Po návratu do Československa
Po roce 1989 nadále působil v SRN, ale paralelně zahájil podnikatelské aktivity i v tehdejším Československu. Začátky jeho podnikání v České republice se datují od roku 1991. Postupně se začal věnovat řízení developerských projektů. Společně s bavorským podnikatelem Dr. Güntherem Zembschem vybudovali developerskou skupinu InterCora, se sídlem v Plzni, která postupně navrhla, vyprojektovala a uvedla do provozu více než 300 nákupních center o celkové výměře 2 milionů m2.
Opakovaně publikoval v časopise Kvasný průmysl. Je zřizovatelem a členem správní rady Bavorsko-českého nadačního fondu. V roce 2018 zřídil společně s Güntherem Zembschem Nadaci InterCora Stiftung. V České republice i v zahraničí uspořádal několik odborných konferencí a seminářů. Podílel se na výstavbě golfového hřiště Greensgate v Dyšiné u Plzně..
V současnosti působí ve dvaceti společnostech v různých statutárních orgánech.